# Tarsolepis malayana
Tarsolepis malayana är en fjärilsart som beskrevs av Nakamura 1976. Tarsolepis malayana ingår i släktet Tarsolepis och familjen tandspinnare. Inga underarter finns listade i Catalogue of Life.